# EHF Champions League mannen 2013/14
De EHF Champions League 2013-14 is de 54ste editie van de EHF Champions League en het 21ste seizoen onder de auspiciën van de EHF. HSV Hamburg is de titelhouder. De Final four zal worden gespeeld op 31 mei en 1 juni 2014.

## Speeldagen
|            | Kwalificatietoernooi/ Wildcard toernooi | Groepsfase              | Knock-out fase        | Knock-out fase         | FINAL4      | FINAL4      |
| 1/8 finale | Kwalificatietoernooi/ Wildcard toernooi | Groepsfase              | 1/4 finale            | 1/2 finale             | Finale      |             |
| ---------- | --------------------------------------- | ----------------------- | --------------------- | ---------------------- | ----------- | ----------- |
| Datums     | 21 aug. - 1 sept. 2013                  | 19 sept. - 23 feb. 2013 | 20 mrt. - 31 mrt 2013 | 19 apr. - 27 apr. 2013 | 31 mei 2013 | 1 juni 2013 |
| Loting     | 27 - 28 juni 2013                       | 27 - 28 juni 2013       | Geen loting           | Geen loting            | Geen loting | Geen loting |

## Kwalificatie
De 4 winnaars van de kwalificatietoernooien plaatsen zich voor de groepsfase
De overige teams plaatsen zich voor de EHF Cup.

### Kwalificatietoernooi 1
| Team 1   | Tot.  | Team 2  | 1e wedstr. | 2e wedstr. |
| -------- | ----- | ------- | ---------- | ---------- |
| HK Drott | 63-44 | HB Esch | 37-14      | 26-30      |

### Kwalificatietoernooi 2
|  | halve finale     | halve finale     |  |               | finale           | finale           |
|  |                  |                  |  |               |                  |                  |
|  | 31 augustus 2013 |                  |  |               |                  |                  |
|  | HC Dinamo-Minsk  | 25               |  |               |                  |                  |
|  | A.E.K. Athens    | 21               |  |               | 1 september 2013 | 1 september 2013 |
|  |                  |                  |  |               | HC Dinamo-Minsk  | 29               |
|  | 31 augustus 2013 | 31 augustus 2013 |  | TATRAN Prešov | 27               |                  |
|  | TATRAN Prešov    | 32               |  |               |                  |                  |
|  | Beşiktaş J.K.    | 30               |  |               |                  |                  |

### Kwalificatietoernooi 3
|  | halve finale              | halve finale     |  |           | finale           | finale           |
|  |                           |                  |  |           |                  |                  |
|  | 31 augustus 2013          |                  |  |           |                  |                  |
|  | RK Borac m:tel Banja Luka | 18               |  |           |                  |                  |
|  | Motor                     | 40               |  |           | 1 september 2013 | 1 september 2013 |
|  |                           |                  |  |           | Motor            | 36               |
|  | 31 augustus 2013          | 31 augustus 2013 |  | Vojvodina | 24               |                  |
|  | Vojvodina                 | 27               |  |           |                  |                  |
|  | Alpla HC Hard             | 26               |  |           |                  |                  |

### Kwalificatietoernooi 4
|  | halve finale     | halve finale     |  |                  | finale           | finale           |
|  |                  |                  |  |                  |                  |                  |
|  | 31 augustus 2013 |                  |  |                  |                  |                  |
|  | HCM Constanţa    | 34               |  |                  |                  |                  |
|  | KRAS/Volendam    | 25               |  |                  | 1 september 2013 | 1 september 2013 |
|  |                  |                  |  |                  | HCM Constanţa    | 22               |
|  | 31 augustus 2013 | 31 augustus 2013 |  | FC Porto Vitalis | 26               |                  |
|  | FC Porto Vitalis | 29               |  |                  |                  |                  |
|  | Elverum Håndball | 28               |  |                  |                  |                  |

### Wildcardwedstrijden
De winnaars plaatsen zich voor de groepsfase.
| Team 1                    | Tot.  | Team 2            | 1e wedstr. | 2e wedstr. |
| ------------------------- | ----- | ----------------- | ---------- | ---------- |
| Füchse Berlin             | 56-57 | HSV Hamburg       | 30-30      | 26-27      |
| Metalurg                  | 45–39 | Pick Szeged       | 26-16      | 19-23      |
| Montpellier Agglomeration | 52-55 | Orlen Wisła Płock | 29-27      | 23-28      |

## Groepsfase
De loting voor de groepsfase vond plaats in Wenen op 28 juni 2013.
| Legenda               |
| --------------------- |
| Top 4 naar laatste 16 |

### Groep A
| Pos | Team                      | Wed | W | G | V | DV  | DT  | DS  | Ptn |
| --- | ------------------------- | --- | - | - | - | --- | --- | --- | --- |
| 1   | MKB-MVM Veszprém KC       | 10  | 8 | 1 | 1 | 303 | 243 | +60 | 17  |
| 2   | Rhein-Neckar Löwen        | 10  | 7 | 2 | 1 | 305 | 252 | +53 | 16  |
| 3   | Celje                     | 10  | 4 | 1 | 5 | 269 | 272 | −3  | 9   |
| 4   | Motor                     | 10  | 4 | 1 | 5 | 277 | 296 | −19 | 9   |
| 5   | Croatia Osiguranje Zagreb | 10  | 4 | 0 | 6 | 267 | 282 | −15 | 8   |
| 6   | St. Petersburg HC         | 10  | 0 | 1 | 9 | 216 | 292 | −76 | 1   |

### Groep B
| Pos | Team                        | Wed | W | G | V | DV  | DT  | DS  | Ptn |
| --- | --------------------------- | --- | - | - | - | --- | --- | --- | --- |
| 1   | THW Kiel                    | 10  | 8 | 1 | 1 | 298 | 268 | +30 | 17  |
| 2   | KIF Kolding Kobenhavn       | 10  | 7 | 0 | 3 | 249 | 240 | +9  | 14  |
| 3   | Vive Targi Kielce           | 10  | 6 | 1 | 3 | 307 | 276 | +31 | 13  |
| 4   | Orlen Wisła Płock           | 10  | 4 | 0 | 6 | 275 | 277 | −2  | 8   |
| 5   | FC Porto Vitalis            | 10  | 2 | 1 | 7 | 241 | 278 | −37 | 5   |
| 6   | Dunkerque HB Grand Littoral | 10  | 1 | 1 | 8 | 237 | 268 | −31 | 3   |

### Groep C
| Pos | Team            | Wed | W | G | V | DV  | DT  | DS  | Ptn |
| --- | --------------- | --- | - | - | - | --- | --- | --- | --- |
| 1   | FC Barcelona    | 10  | 8 | 1 | 1 | 348 | 256 | +92 | 17  |
| 2   | PSG Handball    | 10  | 6 | 1 | 3 | 315 | 288 | +27 | 13  |
| 3   | Metalurg        | 10  | 5 | 2 | 3 | 256 | 265 | −9  | 12  |
| 4   | Vardar          | 10  | 4 | 2 | 4 | 269 | 263 | +6  | 10  |
| 5   | HC Dinamo-Minsk | 10  | 3 | 1 | 6 | 266 | 295 | −29 | 7   |
| 6   | Wacker Thun     | 10  | 0 | 1 | 9 | 242 | 329 | −87 | 1   |

### Groep D
| Pos | Team                   | Wed | W | G | V | DV  | DT  | DS  | Ptn |
| --- | ---------------------- | --- | - | - | - | --- | --- | --- | --- |
| 1   | HSV Hamburg            | 10  | 9 | 0 | 1 | 330 | 266 | +64 | 18  |
| 2   | SG Flensburg-Handewitt | 10  | 8 | 1 | 1 | 314 | 272 | +42 | 17  |
| 3   | Gorenje Velenje        | 10  | 4 | 0 | 6 | 307 | 320 | −13 | 8   |
| 4   | Aalborg Håndbold       | 10  | 4 | 0 | 6 | 275 | 265 | +10 | 8   |
| 5   | Naturhouse La Rioja    | 10  | 3 | 2 | 5 | 292 | 320 | −28 | 8   |
| 6   | HK Drott               | 10  | 0 | 1 | 9 | 289 | 364 | −75 | 1   |

## Eindfase

### Laatste 16
| Team 1            | Tot.  | Team 2                 | 1e wedstr. | 2e wedstr. |
| ----------------- | ----- | ---------------------- | ---------- | ---------- |
| Motor             | 56-71 | THW Kiel               | 28-31      | 28-40      |
| Aalborg Håndbold  | 42-60 | FC Barcelona           | 22-29      | 20-31      |
| Vardar            | 58-57 | HSV Hamburg            | 28-28      | 30-29      |
| Orlen Wisła Płock | 60-64 | MKB-MVM Veszprém       | 34-33      | 26-31      |
| Gorenje Velenje   | 55-62 | PSG Handball           | 30-28      | 25-34      |
| Celje             | 53-55 | SG Flensburg-Handewitt | 26-25      | 27-30      |
| Metalurg          | 53-43 | KIF Kolding Kobenhavn  | 23-17      | 30-26      |
| Vive Targi Kielce | 55-55 | Rhein-Neckar Löwen     | 32-28      | 23-27      |

### Kwartfinales
| Team 1                 | Tot.  | Team 2           | 1e wedstr. | 2e wedstr. |
| ---------------------- | ----- | ---------------- | ---------- | ---------- |
| Rhein-Neckar Löwen     | 62-62 | FC Barcelona     | 38-31      | 24-31      |
| SG Flensburg-Handewitt | 49-49 | Vardar           | 24-22      | 25-27      |
| Metalurg               | 47-65 | THW Kiel         | 21-31      | 26-34      |
| PSG Handball           | 52-59 | MKB-MVM Veszprém | 26-28      | 26-31      |

## Final Four
De Final Four vond plaats in de Lanxess Arena in Keulen op 31 mei en 1 juni 2015.

### Halve finale
| 31 mei 2014 15:15 | MKB-MVM Veszprém | 26– 29  | THW Kiel | Lanxess Arena, Keulen Scheidsrechters: Krstic, Ljubic (SLO) |
| 31 mei 2014 15:15 | (13-13)          |         |          | Lanxess Arena, Keulen Scheidsrechters: Krstic, Ljubic (SLO) |
| 31 mei 2014 15:15 | 3× 1×            | Verslag | 3× 6×    | Lanxess Arena, Keulen Scheidsrechters: Krstic, Ljubic (SLO) |

| 31 mei 2014 18:00 | FC Barcelona                                    | 39 – 41 (na 7m) | SG Flensburg-Handewitt | Lanxess Arena, Keulen Scheidsrechters: Horacek, Novotny (CZE) |
| 31 mei 2014 18:00 | (17-18)                                         |                 |                        | Lanxess Arena, Keulen Scheidsrechters: Horacek, Novotny (CZE) |
| 31 mei 2014 18:00 | 3× 2×                                           | Verslag         | 3× 4×                  | Lanxess Arena, Keulen Scheidsrechters: Horacek, Novotny (CZE) |
| 31 mei 2014 18:00 | Regulier: 32-32 Verlenging(en): 36-36 7m: 39-41 |                 |                        | Lanxess Arena, Keulen Scheidsrechters: Horacek, Novotny (CZE) |

### Wedstrijd om de derde plaats
| 1 juni 2014 15:15 | FC Barcelona | 26 – 25 | MKB-MVM Veszprém | Lanxess Arena, Keulen Scheidsrechters: Gousko, Repkin (BLR) |
| 1 juni 2014 15:15 | (9-10)       |         |                  | Lanxess Arena, Keulen Scheidsrechters: Gousko, Repkin (BLR) |
| 1 juni 2014 15:15 | 3×           | Verslag | 3×               | Lanxess Arena, Keulen Scheidsrechters: Gousko, Repkin (BLR) |

### Finale
| 1 juni 2014 18:00 | SG Flensburg-Handewitt | 30– 28  | THW Kiel | Lanxess Arena, Keulen Scheidsrechters: Gjeding, Hansen (DEN) |
| 1 juni 2014 18:00 | (14-16)                |         |          | Lanxess Arena, Keulen Scheidsrechters: Gjeding, Hansen (DEN) |
| 1 juni 2014 18:00 | 3× 5×                  | Verslag | 2×       | Lanxess Arena, Keulen Scheidsrechters: Gjeding, Hansen (DEN) |